# Angelo Evelyn

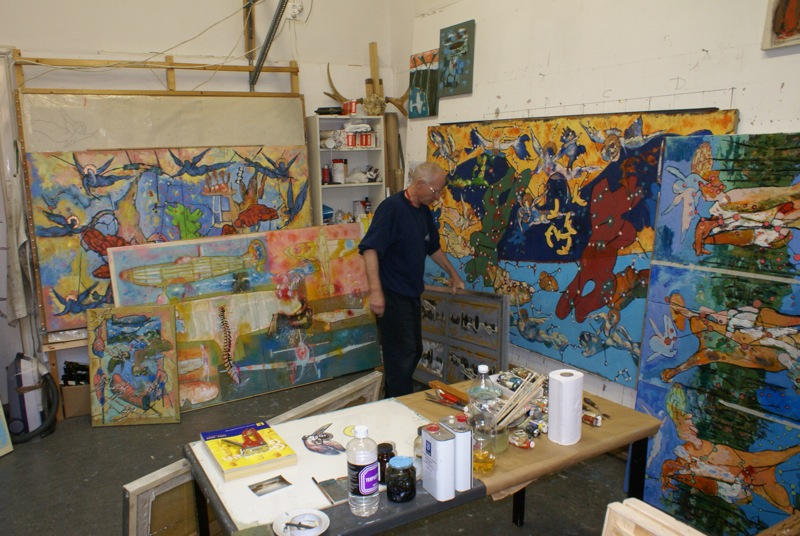
Evelyn in zijn atelier in Rotterdam

Angelo Evelyn (Saint John (New Brunswick), 1942) is een Canadees kunstschilder.

## Biografie
Evelyn woont met zijn Nederlandse vrouw en zoon in de omgeving van Rotterdam, waar hij zijn atelier heeft. Hij werkt sinds 1993 in Nederland. Hij studeerde natuur- en wiskunde aan de universiteit van Brits-Columbia in Vancouver, Canada. Vervolgens was hij werkzaam in diverse wetenschappelijke en technische functies, alvorens hij in 1970 als autodidact aan zijn artistieke carrière begon. In 1974 verhuisde hij naar Europa en begon daar - in Duitsland - in 1978 aan zijn formele kunstopleiding aan de Kunsthochschule für Gestaltung und Musik in Bremen. Sinds 1984, nadat hij daar zijn diploma in 2D design behaalde, werkt hij als professioneel schilder en drukker in West-Europa, Canada en Scandinavië. Ook onderwees hij het drukkersvak aan de kunstacademies in Trondheim en Straatsburg.

## Lijst met opnames in collecties (Selectie)
- Kommunale Galerie der Stadt Bremen, Bremen (D)
- Graphotek, Bremen (D)
- Bonnefantenmuseum (Kunstuitleen), Maastricht (NL)
- Department of Foreign Affairs and International Trade, Ottawa (CDN)
- Musée Régional de Rimouski, Rimouski (QC)
- Katholische Universität Eichstätt-Ingolstadt, Bibliothek, Eichstätt (D)
- Molde Kunstforeningen, Molde (N)
- Raadhuis gemeente Capelle a/d IJssel, Capelle aan den IJssel (NL)
- Bibliothèque nationale de Quebec (QC)
- Bibliothèque nationale de France, Parijs (F)

## Expositielijst solotentoonstellingen (Selectie)
- Key-Leaf-Monument, Vhs Galerie (am Schwarzen Meer), Bremen (D)
- Weather Keys, Grafisch Atelier 't Gooi, Hilversum (NL)
- Het horende oog, Gallery of the IFF, Hilversum (NL)
- Topologies Organiques, Galerie Engramme, Quebec (QC)
- Blood Pump & other Themes, Galerie sans Nom, Monclon (CDN)
- Organ Gefühle & andre Tema, Rogaland Kunstnersenter, Stavanger (N)
- The Insides of the Whale, Molde Kunstforeningen, Molde (N)
- Burning Cloud & other Themes, Galerie van het RHoK, Brussel (B)
- New Works of Angelo Evelyn, Neuer Aachener Kunstverein, Aken (D)
- Paintings-Collages-Prints, Galerie van Radio Omroep Zuid, Maastricht (NL)

## Expositielijst groepstentoonstellingen (Selectie)
- Natürlicherkünstlich (Jahresausstellung), Messehaus am Markt, Leipzig (D)
- Wolfgang Schmitz (Album der Schüler), Museum Katharinenhof, Kranenburg (D)
- Hybrid, Triskel Gallery, Cork (EIR)
- Bezig met bomen (De Gooise Grafici), Kasteel Groeneveld, Baarn (NL)
- Land in Zicht, Sonsbeek Art & Design, Arnhem (NL)
- Lithography 99, Edinburgh Printmakers, Edinburgh (GB)
- Salon des Graphiques, Curwen Gallery, Londen (GB)
- 2nd International Print Triennial, Old City Hall, Praag (CZ)
- 200 Jahre Lithographie, Notre Dame de Sacre Coeur, Eichstätt (D)
- Far Out, Royal Museum of Fine Arts, Kopenhagen (DK)